# Malhação (10.ª temporada)
A décima temporada da série de televisão brasileira Malhação, foi produzida pela TV Globo e exibida de 28 de abril de 2003 a 16 de janeiro de 2004 em 188 capítulos.
Escrita por Ricardo Hofstetter, com colaboração de Duba Elia, Paula Amaral, João Brandão, Patrícia Moretzsohn, Alessandra Poggi, Cristianne Fridman, Lícia Manzo, Glória Barreto e Mariana Mesquita, teve a coordenação de texto de Andréa Maltarolli. A direção foi de Mário Márcio Bandarra e Roberto Vaz, com direção geral de Edson Spinello e direção de núcleo de Ricardo Waddington.
Conta com as atuações de Maitê Proença, José de Abreu, Manuela do Monte, Sérgio Marone, Natallia Rodrigues Duda Nagle, Totia Meireles, Suely Franco e Henri Castelli. A canção "Te Levar", de Charlie Brown Jr., serve como tema da décima temporada.

## Enredo
|  |  |  |  |
|  |  |  |  |
|  |  |  |  |

A grande história de amor em 2003 ficará por conta de Victor (Sérgio Marone) e Luísa (Manuela do Monte). Os destinos de ambos vão se cruzar quando suas fotos forem trocadas em uma loja. Um se apaixonará pela imagem do outro. Será amor à primeira vista?
Porém, a felicidade do casal do Múltipla Escolha, Victor e Luísa é ameaçada pela invejosa Carla (Nathalia Rodrigues), prima de Luísa que também se apaixona pelo rapaz. Um revés do destino também acaba interferindo no relacionamento de Victor e Luísa. O pai da moça, o premiado jornalista Paulo Viana (José de Abreu), e o pai do rapaz, o expert em informática Rômulo (Evandro Mesquita), são amigos de longa data e se reencontram após muitos anos de afastamento, sem saberem do namoro dos filhos. Na mesma noite, os dois sofrem um acidente de carro. Só que Rômulo, pai de Victor, morrerá depois de salvar o repórter Paulo Viana, pai de Luísa. Paulo se aproxima da família de Rômulo para oferecer ajuda após o acidente. Com o tempo, ele se envolve com a viúva, Daniela (Maitê Proença), mãe de Victor. Porém, o casal tem de enfrentar a revolta de Victor, que passa a odiá-lo, principalmente depois que as intrigas de Carla o convencem de que o jornalista foi o culpado do acidente Na Reta Final Da Temporada Entra Gabriel ( Duda Nagle ) Que Se Matricula No Multipla Escolha Se Aproxima De Luisa Para Prejudicar Paulo Viana .
É nesta fase que Murilo (Paulo Nigro), Miyuki (Daniele Suzuki) e Kiko (Alexandre Slaviero) aparecem, Solene (Renata Dominguez) e Beto (Sérgio Abreu) adotam um bebê e Thaíssa (Bárbara Borges) conquista de vez o coração de Maumau (Cauã Reymond), depois de ter tentado um ano inteiro separar o casal Pedro (Henri Castelli) e Júlia (Juliana Silveira), que conseguiram se acertar e ficar juntos. Pasqualete (Nuno Leal Maia) volta ao cargo de diretor do Múltipla Escolha, pois as finanças do colégio estão atrasadas.

## Elenco
| Intérprete         | Personagem                           |
| ------------------ | ------------------------------------ |
| Sérgio Marone      | Victor Amorim                        |
| Manuela do Monte   | Luísa Viana                          |
| Nathalia Rodrigues | Carla Martins Viana                  |
| Paulo Nigro        | Murilo Andrade Brito                 |
| Alexandre Slaviero | Carlos Henrique Soares (Kiko)        |
| Gisele Frade       | Adriana Spinelli (Drica)             |
| Juliana Silveira   | Julia Miranda                        |
| Henri Castelli     | Pedro Rodrigues                      |
| Bárbara Borges     | Thaíssa Bandiolli                    |
| Cauã Reymond       | Maurício Terra (Maumau)              |
| Daniele Suzuki     | Miyuki Shimahara                     |
| Sérgio Hondjakoff  | Arthur Malta Reymond Lopes (Cabeção) |
| Renata Dominguez   | Solene Ribeiro da Silva (Sol)        |
| Sérgio Abreu       | Alberto Bandini (Beto)               |
| Ícaro Silva        | Rafael Monteiro (Rafa)               |
| Maria Flor         | Regina Portobelo (Rê)                |
| Tatiana Muniz      | Manuela Ribeiro (Manu)               |
| Jorge de Sá        | Mateus                               |
| Maitê Proença      | Daniela Amorim                       |
| José de Abreu      | Prof. Paulo Viana                    |
| Totia Meireles     | Sandra Viana                         |
| Suely Franco       | Laila Amorim                         |
| André D'Biase      | Vinícius Lemos                       |
| Bia Montez         | Vilma Rebeiro da Silva               |
| Nuno Leal Maia     | Prof. Paulo Pasqualette              |
| Charles Paraventi  | Prof. Afrânio                        |
| Carla Cabral       | Profª. Ana Paula                     |
| Márcia Barros      | Profª. Mariana                       |
| Mário Hermeto      | Prof. Maciel                         |
| Paulo César Grande | Profª. Heitor                        |
| Renata Nascimento  | Mônica Viana                         |
| Kaian Raia         | Bruno Amorim                         |
| Duda Nagle         | Gabriel Da Silva Lugano              |
| Luma Costa         | Duda                                 |

## Exibição
Foi exibida na íntegra pelo canal Viva de 19 de janeiro a 7 de outubro de 2015, substituindo a 9.ª temporada e sendo substituída pela 11.ª temporada.

## Trilha sonora

### Malhação

#### Lista de faixas
| N.º            | Título                               | Compositor(es)                                                             | Artista(s)             | Duração |  |
| 1.             | "Só Hoje"                            | Fernanda Mello Rogério Flausino                                            | Jota Quest             | 3:31    |  |
| 2.             | "Tô Nem Aí"                          | Luka Alessandro Tausz Latino Lara                                          | Luka                   | 2:34    |  |
| 3.             | "Nada Sei (Apnéia)" (ao vivo)        | George Israel Paula Toller                                                 | Kid Abelha             | 3:27    |  |
| 4.             | "Quando o Sol Se For"                | DJ Cléston Fábio Brasil Renato Rocha Rodrigo Netto Tchello Tico Santa Cruz | Detonautas Roque Clube | 3:30    |  |
| 5.             | "Nâ Na Ni Na Não"                    | Fabinho Almeida Léo Bary                                                   | Michele Ornelas        | 3:26    |  |
| 6.             | "Só por uma Noite"                   | Champignon Renato Pelado Chorão Marcão Britto                              | Charlie Brown Jr.      | 3:23    |  |
| 7.             | "Mais"                               | Dinho Ouro Preto Kiko Zambianchi Alvin L                                   | Capital Inicial        | 3:04    |  |
| 8.             | "Tem que Valer"                      | Tchorta Boratto Janaina Lima Gui Boratto Samuel Braga                      | Kaleidoscópio          | 3:28    |  |
| 9.             | "Dias Atrás"                         | Ricardo Galano                                                             | CPM 22                 | 4:08    |  |
| 10.            | "Mais um Caso"                       | Daniel Carlomagno                                                          | Daniel Carlomagno      | 3:41    |  |
| 11.            | "Até o Fim do Mundo"                 | Guto Dufrayer Dudi Carvalho Sérgio Rangel                                  | Gurus                  | 2:59    |  |
| 12.            | "Me Dá um Olá"                       | Roger Moreira                                                              | Ultraje a Rigor        | 2:21    |  |
| 13.            | "Faz Assim"                          | Bruno Miguel Márcio Greyck                                                 | Bruno Miguel           | 3:44    |  |
| 14.            | "Tola Emoção"                        | Gustavo Nunes Rômulo Medeiros                                              | Gustavo Nunes          | 3:27    |  |
| 15.            | "Mudanças"                           | Pedro Cezar Carvalho de Moraes                                             | Banda K2               | 4:18    |  |
| 16.            | "Dance 2 (Pra Malhar)" (instrumenta) | Luiz Carlos "Meu Bom" Rodrigo Ferraz                                       | Alpha Beat             | 3:26    |  |
| Duração total: | Duração total:                       | Duração total:                                                             | Duração total:         | 54:27   |  |

#### Créditos
Todo o processo de elaboração de Malhação atribui os seguintes créditos:
- Direção musical: Mariozinho Rocha
- Masterização: Julio Carneiro
- Projeto gráfico: Marciso "Pena" Carvalho e André Rola
- Fonogramas cedidos por: Sony Music (1 e 9); Tausz (2); Universal Music (3); Warner Music (4); EMI Music (6); BMG Brasil (7); Mega Music (8); Trama (10); Guitarra Brasileira (11); Deckdisc (12); Independente (13, 14 e 15)

### Malhação - Internacional

#### Lista de faixas
| N.º            | Título                                           | Compositor(es)                                                                     | Artista(s)                             | Duração |  |
| 1.             | "Just a Bit of Chaos" (Rock-Fella Radio Version) | Giovanni Vitale Danny Verde Angela Di Marzio                                       | S.M.S. com part. de REHB               | 3:41    |  |
| 2.             | "Sk8er Boi"                                      | Avril Lavigne Lauren Christy Scott Spock Graham Edwards                            | Avril Lavigne                          | 3:23    |  |
| 3.             | "Times like These"                               | Dave Grohl Taylor Hawkins Nate Mendel Chris Shiflett                               | Foo Fighters                           | 3:50    |  |
| 4.             | "Got What You Need"                              | Eve Jeffers Mel Smalls Kasseem Dean Eric McCaine                                   | Eve com part. de Drag-on e Swizz Beatz | 3:51    |  |
| 5.             | "Dilemma"                                        | Cornell Haynes Antoine "Bam" Macon Ryan Bowser Kenneth Gamble Bunny Sigler         | Nelly com part. de Kelly Rowland       | 4:47    |  |
| 6.             | "Mesmerize"                                      | Jeffrey Atkins Ashanti Douglas Andre Parker Irving Lorenzo Thomas Bell Linda Creed | Ja Rule com part. de Ashanti           | 4:38    |  |
| 7.             | "Crazy in Love"                                  | Rich Harrison Shawn Carter Eugene Record Beyoncé Knowles                           | Beyoncé com part. de Jay-Z             | 4:07    |  |
| 8.             | "All the Things She Said"                        | Sergio Galoyan Trevor Horn Elena Kiper Martin Kierszenbaum Valery Polienko         | t.A.T.u.                               | 3:32    |  |
| 9.             | "Send the Pain Below"                            | Pete Loeffler Sam Loeffler Joe Loeffler                                            | Chevelle                               | 4:09    |  |
| 10.            | "And You Be Loved (And Be Loved)"                | Bob Marley Damian Marley Stephen Marley                                            | Damian Marley                          | 2:58    |  |
| 11.            | "I'm Glad"                                       | Jennifer Lopez Troy Oliver Cory Rooney Mr. Deyo Jesse Weaver Jr.                   | Jennifer Lopez                         | 3:41    |  |
| 12.            | "I Want You"                                     | Rooney Gregory Bruno Joseph Cartagena Thalia Brenda Russell                        | Thalia com part. de Fat Joe            | 3:45    |  |
| 13.            | "I Promise I Will"                               | Diane Warren                                                                       | Stacie Orrico                          | 4:14    |  |
| 14.            | "Pretty Baby"                                    | Vanessa Carlton                                                                    | Vanessa Carlton                        | 3:53    |  |
| 15.            | "Falling"                                        | Paulo Jeveaux                                                                      | Paul J.                                | 3:38    |  |
| 16.            | "Brothers + Sisters" (instrumental)              | Fabinho Almeida Ian Duarte                                                         | Arena                                  | 3:29    |  |
| Duração total: | Duração total:                                   | Duração total:                                                                     | Duração total:                         | 61:36   |  |

#### Créditos
Todo o processo de elaboração de Malhação - Internacional atribui os seguintes créditos:
- Fonogramas cedidos por: Building Records (1); BMG Brasil (2 e 3); Universal Music (4, 5, 6, 8, 10 e 14); Sony Music (7, 9 e 11); EMI Music (12 e 13); Independente (15 e 16)

Produção
- Seleção de repertório: André Werneck
- Supervisão: Ricardo Waddington e Edson Spinello
- Masterização: Sergio Seabra

Encarte
- Direção de arte: Marciso "Pena" Carvalho
- Projeto gráfico: Cristina Cruz
- Fotografia: Nana Moraes
- Caracterização: Acir Carvalhal
- Figurino: Marina de Alcântara
- Ator: Sérgio Hondjakoff